# Драматизација у настави (књига)
Драматизација у настави: приручник за наставу српског језика и књижевности у основној и средњој школи аутора др Златка М. Грушановића, објављен је 2011. године у Београду. Приручник је намењен обогаћивању наставе драмског стваралаштва и подстицања креативног рада са ученицима. Књигу је објавила издавачка кућа Клет из Београда.

## О књизи
Књига је осмишљена као подршка наставницима у унапређењу наставе путем драмских метода. Приручник обухвата теоријске аспекте драматизације, као и практичне примере драматизованих текстова, драмских игара и једночинки. Посебан акценат стављен је на употребу драме као педагошког алата за развијање читалачке писмености, осмишљавање школских приредби и организовање драмских секција.
Аутор у уводном делу истиче значај драматизације у настави, као и своје лично искуство у осмишљавању школских приредби и адаптацији текстова. Књига објашњава основне појмове драме, као што су структура, ликови, простор и време, те указује на специфичности рада у школским условима.
Рецензенти књиге су били Бошко Ђорђевић, драматург Позоришта „Бошко Буха” у Београду, и Милош Анђелковић, глумац Позоришта „Душко Радовић” у Београду. 
Драматург и истраживач културе Зоран Стефановић, председник Удружења драмских писаца Србије, за књигу каже: „Грушановић је стручно, али и уметничко и управно искуство, салио у трајни облик, у више уџбеника, читанки и радних свезака за српски језик и књижевност. Но, за ову прилику, посебно се издваја монографија Драматизација у настави: приручник за наставу српског језика и књижевности у основној и средњој школи (Београд: Klett, 2011). Ова књига је попунила једну значајну празнину код нас, и део је Грушановићевих делатности сталног развоја драмских уметности у српској педагогији, што је спроводио и као аутор семинара Савремени драмски приступ наставним јединицама, а после и као творац сродних акредитованих програма.“

## Видети такође
- Грушановић, Златко (2010): Три драме Љубомира Симовића. Београд: Задужбина Андрејевић.
- Грушановић, Златко (2021): Нестанак хероја на крају миленијума у српској драми и друштву. Београд: Задужбина Андрејевић.